# Spoorlijn aansluiting Langendreer Kreuz - Dortmund-Löttringhausen
De spoorlijn aansluiting Langendreer Kreuz - Dortmund-Löttringhausen, informeel ook Rheinischer Esel genoemd, was een Duitse spoorlijn en met nummer 2141 onder beheer van DB Netze. 

## Geschiedenis
Het traject werd door de Rheinische Eisenbahn-Gesellschaft (Rhe) geopend op 15 december 1880. In 1979 is het personenvervoer opgeheven, goederenvervoer tot Witten Ost heeft plaatsgevonden tot 2001 en tot Witten-Stockum tot 2004. De lijn is opgebroken en veranderd in een fietspad. Tussen Langendreer en Witten is dit fietspad geasfalteerd.

## Aansluitingen
In de volgende plaatsen is of was er een aansluiting op de volgende spoorlijnen:
aansluiting Langendreer Kreuz
DB 2140, spoorlijn tussen Bochum-Langendreer en Witten
DB 2142, spoorlijn tussen Bochum-Langendreer en de aansluiting Langendreer Kreuz
Dortmund-Löttringhausen
DB 2423, spoorlijn tussen Düsseldorf-Derendorf en Dortmund Süd